# العلاقات الأمريكية الكونغولية الديمقراطية
العلاقات الأمريكية الكونغولية الديمقراطية هي العلاقات الثنائيَّة الدوليَّة بين جمهورية الكونغو الديمقراطيَّة والولايات المتَّحدة.

## لمحة عامة
تأخذ جمهورية الكونغو الديمقراطيَّة أهميتها من وضعها المهيمن في منطقة وسط أفريقيا، وهو ما يجعل الاستقرار في البلاد عنصرًا هامًا لا يتجزء عن الاستقرار الشامل للمنطقة. في ديسمبر عام 2006، وصلَ لسدة رئاسة جمهورية الكونغو الديمقراطيَّة أول رئيس مُنتخب ديمقراطيًا لأول مرّة منذ أربعين عامًا. وجاء ذلك تتويجًا لجهود الشعب الكونغوليّ في اختيار قادته من خلال عملية سياسيَّة ديمقراطيَّة سلميَّة. هذا وقد مارست الولايات المتَّحدة دورًا في عملية السلام في جمهورية الكونغو الديمقراطيَّة.
كانت الكونغو الديمقراطيَّة على علاقات وثيقة مع الولايات المتَّحدة خلال الفترة التي كانت تُعرف فيها البلاد باسم زائير. من الأسباب التي عززت هذه العلاقة هي حقيقة كون الزعيم الزائيري موبوتو سيسي سيكو مناوئًا شديدًا للشيوعية. كذلك رأت الولايات المتَّحدة في زائير درع أمان لدرء خطر استفحال الماركسية في أفريقيا. كان موبوتو ودودًا تجاه معظم الرؤساء الأمريكيين خلال فترة حكمه، واستطاع الحصول على كثير من المساعدات من الأمريكيين والغرب. كما وجدت زائير نفسها تقاتل على نفس الجانب الذي ضم الولايات المتَّحدة وجنوب أفريقيا في قتالهم لقوات المتمردين الثوريين المدعومين من كوبا والاتّحاد السوفيتيّ خلال الحرب الأهليَّة الأنغوليَّة. شهدت العلاقات بين البلدين تراجعًا ملحوظًا بعد انهيار الاتّحاد السوفيتي في عام 1991، إذ لم تعد الحكومة الأمريكيَّة ترى مبرّرًا كافيًا يدفعها لدعم نظام موبوتو بعد تراجع الخطر الذي مثّلته الاشتراكية على المصالح الغربيَّة في المنطقة. كما جاء ذلك على خلفية الاتهامات التي واجهها النظام الزائيريّ حيال ارتكابه لانتهاكات لحقوق الإنسان.
تكلَّلَ ذلك في نهاية المطاف بانهيار نظام موبوتو عقب حرب الكونغو الأولى. وأصبحت البلاد تُعرف باسم جمهورية الكونغو الديمقراطيَّة بعد سقوط نظام موبوتو.
ما تزال الولايات المتَّحدة شريكًا فعَّالًا مع الكونغو الديمقراطيَّة وغيرها من بلدان وسط أفريقيا في مساعيهم لضمان الاستقرار والنمو على القارة السمراء حيث عمِلت على تسهيل عملية التوقيع على اتفاقية ثلاثيَّة بشأن الأمن الإقليميّ في منطقة البحيرات العظمى في شهر أكتوبر من عام 2004. ضمَّت هذه الاتفاقية كلًا من جمهورية الكونغو الديمقراطية ورواندا وأوغندا. وفي سبتمبر عام 2005، انضمت بوروندي إلى اللجنة الثلاثيَّة المشتركة التي ضمَّت الدول الثلاث الأعضاء في الاتفاقية.
كما دعمت الولايات المتَّحدة جهود الأمم المتَّحدة لإنشاء آلية تحقُّق مُشتركة من أجل مراقبة الحدود بين جمهورية الكونغو الديمقراطية ورواندا. انتهجت الولايات المتَّحدة إستراتيجية دبلوماسيَّة نشطة منذ بدايات أزمة الكونغو في دعمها لتحقيق هذه الأهداف. وعلى المدى الطويل فقد سعت الولايات المتَّحدة إلى تعزيز عملية المصالحة الوطنيَّة وإرساء الديمقراطية داخل جميع دول المنطقة بهدف دعم استقرارها ونموها ودمقرطتها حتَّى يمكن للأمريكيين العمل معها لمعالجة مصالحهم الأمنية في القارة وتطوير علاقات اقتصادية تعود بالنفع على جميع الأطراف.
عيَّنت الولايات المتَّحدة سفيرها الحاليّ لدى جمهورية الكونغو الديمقراطيَّة في عام 2018. أمَّا جمهورية الكونغو الديمقراطيَّة فقد عيَّنت سفيرها الحالي لدى الولايات المتَّحدة في عام 2000. تُعدُّ الكونغو الديمقراطيَّة من بين البلدان المُدرجة على القائمة الاستشاريَّة الخاصّة بالسفر الصادرة عن وزارة الخارجية الأمريكيَّة منذ عام 1977.

## وصلات خارجية
- تاريخ العلاقات الأمريكيَّة الكونغوليَّة الديمقراطيَّة (بالإنجليزية)